# Thymaris euryops
Thymaris euryops är en stekelart som beskrevs av Henry Keith Townes, Jr. och Gupta 1992. Thymaris euryops ingår i släktet Thymaris och familjen brokparasitsteklar. Inga underarter finns listade i Catalogue of Life.